# Plethodon yonahlossee
Plethodon yonahlossee — вид хвостатих амфібій родини Безлегеневі саламандри (Plethodontidae).

## Поширення
Вид є ендеміком США. Поширений у горах Блю Райдж на сході країни в штатах Теннессі, Північна Кароліна та Вірджинія, де зустрічається у помірних лісах та серед скель.